# مرکز ملی مبارزه با تروریسم
مرکز ملی مبارزه با تروریسم (انگلیسی: National Counterterrorism Center) یا) یک سازمان دولتی ایالات متحده است که مسئول تلاش‌های مبارزه با تروریسم داخلی و ضدتروریسم بین‌المللی است. این مرکز در یک مجتمع مدرن در مک‌لین، ویرجینیا در تقاطع آزادی نزدیک تایسونز کرنر، ویرجینیا واقع شده‌است. این مرکز در زمینه تروریسم به ایالات متحده مشاوره می‌دهد.
بخشی از دفتر اداره‌کننده اطلاعات ملی، گروهی از متخصصین دیگر آژانس‌های فدرال شامل سازمان سیا، اف‌بی‌آی و وزرات دفاع را گردهم می‌آورد.
اریک هولدر، دادستان کل ایالات متحده آمریکا، در سال ۲۰۱۲، این سازمان را مجاز نمود تا به جمع‌آوری، ذخیره و تجزیه و تحلیل داده‌های گردآوری شده از شهروندان آمریکایی، از طریق منابع دولتی و غیردولتی برای رفتارهای مشکوک ناشی از بازشناخت الگو تجزیه و تحلیل نموده و این داده‌ها را با کشورهای خارجی به اشتراک بگذارد.
این اقدام، بخاطر تلاش پیش از وقوع جرم که بیشتر مشابه عملکرد اداره هوشیاری اطلاعات و پائیدن مردم می‌گردید جنجال‌برانگیز شد.

## تاریخچه
سازمان پیشرو مرکز ملی مبارزه با تروریسم(NCTC)، مرکز ائتلاف تهدید تروریستی (TTIC) در تاریخ ۱ مه ۲۰۰۳ توسط رئیس‌جمهور جرج دابلیو بوش با فرمان اجرایی ۱۳۳۵۴ تأسیس شد. پرزیدنت بوش ایجاد TTIC را در سخنرانی وضعیت کشور آمریکا در سال ۲۰۰۳ اعلام کرد. TTIC در پاسخ به توصیه‌های کمیسیون ملی حملات تروریستی علیه ایالات متحده (کمیسیون ۱۱ سپتامبر) که حول حمله تروریستی ۱۱ سپتامبر تحقیق می‌کرد تأسیس گردید. در بین سایر موضوعات، کمیسیون ۱۱ سپتامبر نتیجه‌گیری کرده‌است که «قبل از ۱۱ سپتامبر، هیچ اقدامی توسط دولت آمریکا، پیشروی توطئه‌های القاعده را مختل یا حتی به تعویق نینداخته است».
قانون رفرم اطلاعات و پیشگیری از تروریسم سال ۲۰۰۴ نام TTIC به NCTC تغییر داد و این ارگان را تحت مسئولیت اداره‌کننده اطلاعات ملی قرار داد. این ارگان به پایگاه داده‌های مختلفی شامل داده‌هایی از آژانس امنیت ملی و سیا دسترسی پیدا کرد و مسئول بانک داده‌های هویت تروریستی (TIDE)می‌باشد. همچنین پایگاه اطلاعاتی سیستم ردیابی حوادث جهانی را در دسترس عموم قرار می‌دهد.

## فعالیت‌ها

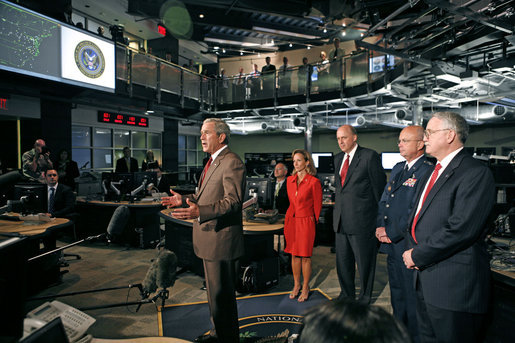
جرج دبلیو بوش در مرکز ملی مبارزه با تروریسم در مک‌لین، ویرجینیا به رسانه‌ها سخنرانی می‌کند.

این مرکز به تجزیه و تحلیل اطلاعات تروریسم از جمله اطلاعات بالقوه تهدید داخلی می‌پردازد؛ بر ارتباطات بین‌المللی و داخلی برای تهدیدات بالقوه نظارت دارد؛ اطلاعات عملیاتی قابل پیگرد در دادگاه را ایجاد می‌کند تا به‌طور بالقوه مانع فعالیت‌های جنایی در داخل کشور شود؛ اطلاعات تروریستی را بایگانی می‌کند؛ فعالیت‌های مبارزه با تروریسم ایالات متحده را با فناوری اطلاعات(IT) پشتیبانی می‌کند؛ و فعالیت‌های ضدتروریسم را که توسط رئیس‌جمهور ایالات متحده، شورای امنیت ملی و شورای امنیت داخلی دستور داده می‌شود را طراحی می‌کند.

## اهداف
اهداف آن شامل ارائه اطلاعات تروریسم به جامعه اطلاعاتی ایالات متحده آمریکا؛ تهیه فهرست تفصیلی لیست تروریست‌ها و گروه‌های تروریستی، تهیه حوادث تروریستی در سراسر جهان؛ حمایت از واکنش به حوادث تروریستی در ایالات متحده و سراسر جهان؛ و نوشتن ارزیابی‌ها و بریفینگ‌ها توجیهی برای سیاست گذاران است.
بعد از سوء قصد تروریستی علیه پرواز ۲۵۳ نورث‌وست ایرلاینز، NCTC موظف شد با به وجود آوردن یک پروسه «تمام عیار و جامع» از اولویت تهدیدات تروریستی اقدامات تحت تعقیب قرار دادن را به وسیلهٔ «بانک داده‌های هویت‌های تروریستی» شناسایی کرده و به لیست تحت مراقبت‌ها اضافه کند.

## بانک داده‌های هویت‌های تروریستی
بانک داده‌های هویت‌های تروریستی (TIDE) پایگاه داده‌ای است که توسط NCTC تهیه شده‌است که حاوی بیش از ۱۲۰۰۰۰ هویت افراد مظنون به ارتباطات تروریستی و افراد داخلی است که از جمله نام‌های شامل تروریست شناخته شده یا مظنون و همچنین وابستگان آن‌ها است.

## فرماندهی

### مدیران
- جان برنان (موقت) (۲۰۰۴–۰۵)
- معاون دریایی دریایی (Ret.) جان اسکات Redd (2005-07)
- مایکل ای. لیتر (فعال) (۲۰۰۷–۰۸)
- مایکل ای. لیتر (۲۰۰۸–۲۰۱۱)
- متیو ج. اولسن (۲۰۱۱–۲۰۱۴)
- نیکلاس راسموسن (۲۰۱۴ تاکنون)[۱۱]

### معاونین اصلی
- آرتور ام کومینگز (۲۰۰۴–۰۵)
- کوین آر بروک (۲۰۰۵–۰۷)
- مایکل ای لیتر (۲۰۰۷–۰۸)
- جیاف او کونل (۲۰۰۸–۲۰۱۱)
- آندرو لیپمن (۲۰۱۱–۲۰۱۲)
- نیکلاس جی راسموسن (۲۰۱۲–۲۰۱۴)
- جان جی مولیگان[۱۲]